# Valla (torrente)
Il Valla è un torrente che scorre nelle province di Savona e di Alessandria. È il principale affluente della Bormida di Spigno.

## Percorso
Il torrente nasce dall'unione di vari rami sorgentizi nell'area di basse montagne compresa tra Dego e Giusvalla. Il più lungo di questi, il rio Selvatico, nasce attorno agli 800 m s.l.m. sulle pendici nord-occidentali del Bricco di Michele (828 m).

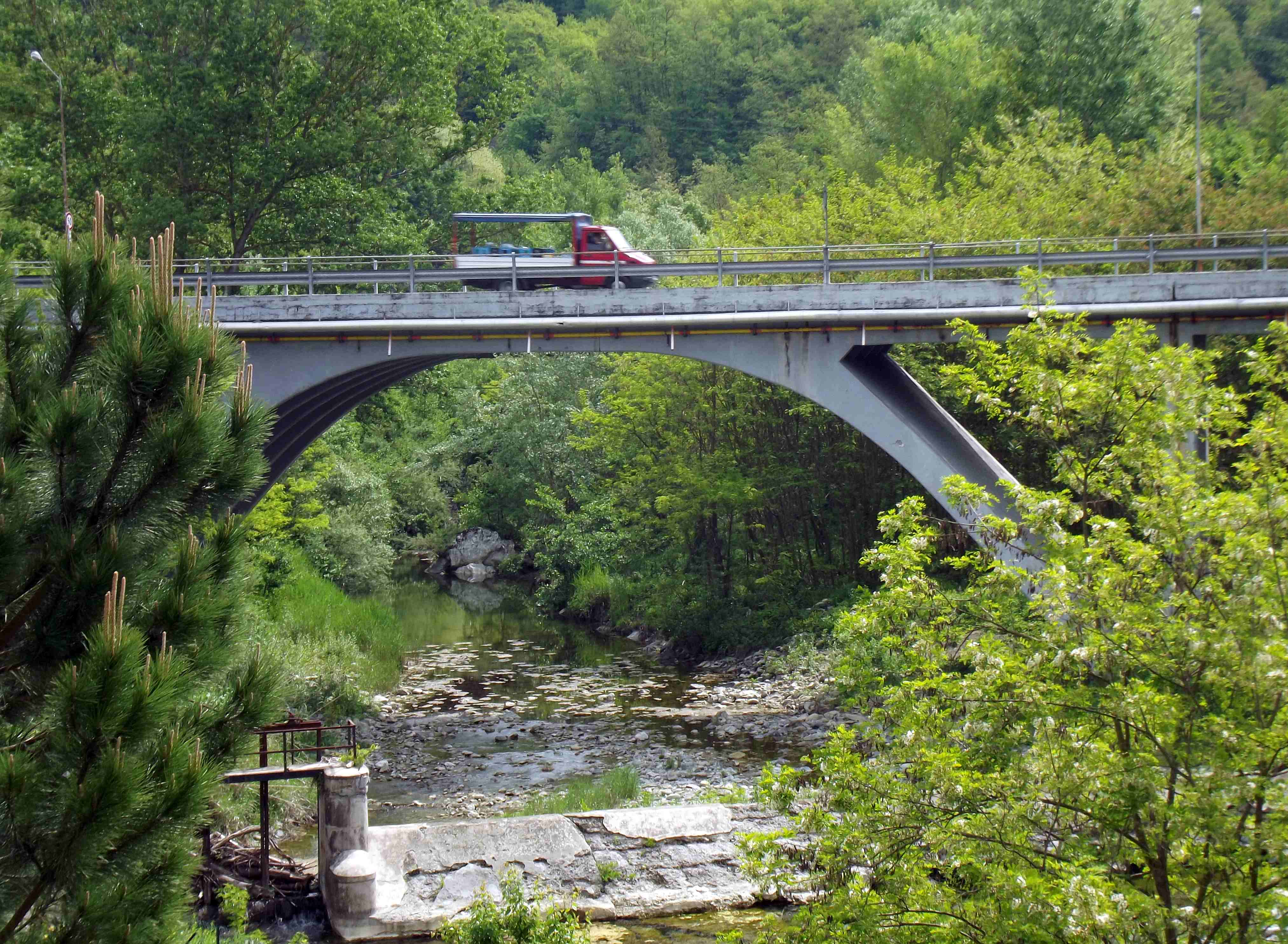
Il ponte sul Valla della ex-SS 30.

Scendendo in direzione nord il Valla riceve da sinistra il contributo idrico del rio dei Siri e da destra quello del torrente Giusvalletta; poco dopo la confluenza con quest'ultimo viene sovrappassato dalla ex SS 542.
Il torrente segna poi per alcuni km il confine tra Piemonte e Liguria per poi addentrarsi in territorio piemontese. Presso la frazione Squaneto riceve da destra il contributo del rio d'Ambros e più in basso, a circa 300 metri di quota, ancora da destra quello del suo ultimo affluente significativo, il rio Rabbioso. Poco a monte di Spigno Monferrato il torrente è sbarrato da un invaso e forma un lago largo circa 100 metri e lungo un paio di km, che segue la morfologia meandriforme della valletta percorsa. Con un accentuato meandro il Valla ruota poi la propria direzione di quasi 180° e, dopo essere stato scavalcato dalla ex SS 30, si scarica infine nella Bormida a 225 metri di quota.

### La diga di Valla
Ultimata nel 1925 dopo due anni di lavori è alta 47 metri e lunga, al coronamento, 113,8 metri. Viene gestita dalla società Tirreno Power s.p.a.. per produrre energia elettrica in una centrale idroelettrica nei pressi di Spigno. Il lago formato dalla diga ha una profondità massima di 40 metri e quando è pieno contiene circa due milioni di metri cubi di acqua. Oltre che dalle acque del Valla e dei suoi tributari il lago viene alimentato anche da una derivazione intubata della Bormida di Spigno, che ne raccoglie parte della portata in prossimità di Piana Crixia.

## Affluenti principali
- Rio Giusvalletta (5,57 km di lunghezza[7]): scorre interamente in Liguria e drena l'area circostante al centro di Giusvalla.[8]
- Rio D'Ambros (4,68 km di lunghezza[7]: assieme al rio della Sorba raccoglie le acque dell'area del Monte Orsaro, al confine tra Piemonte e Liguria, e confluisce nel Valla presso la frazione Squaneto.[4]
- Rio Rabbioso (5,01 km di lunghezza[7]: nasce sulle colline ad est della Diga di Valla e segna per un certo tratto il confine tra i territori comunali di Spigno e di Pareto, confluendo nel Valla appena a monte dell'invaso formato dalla diga.[4]

## Storia

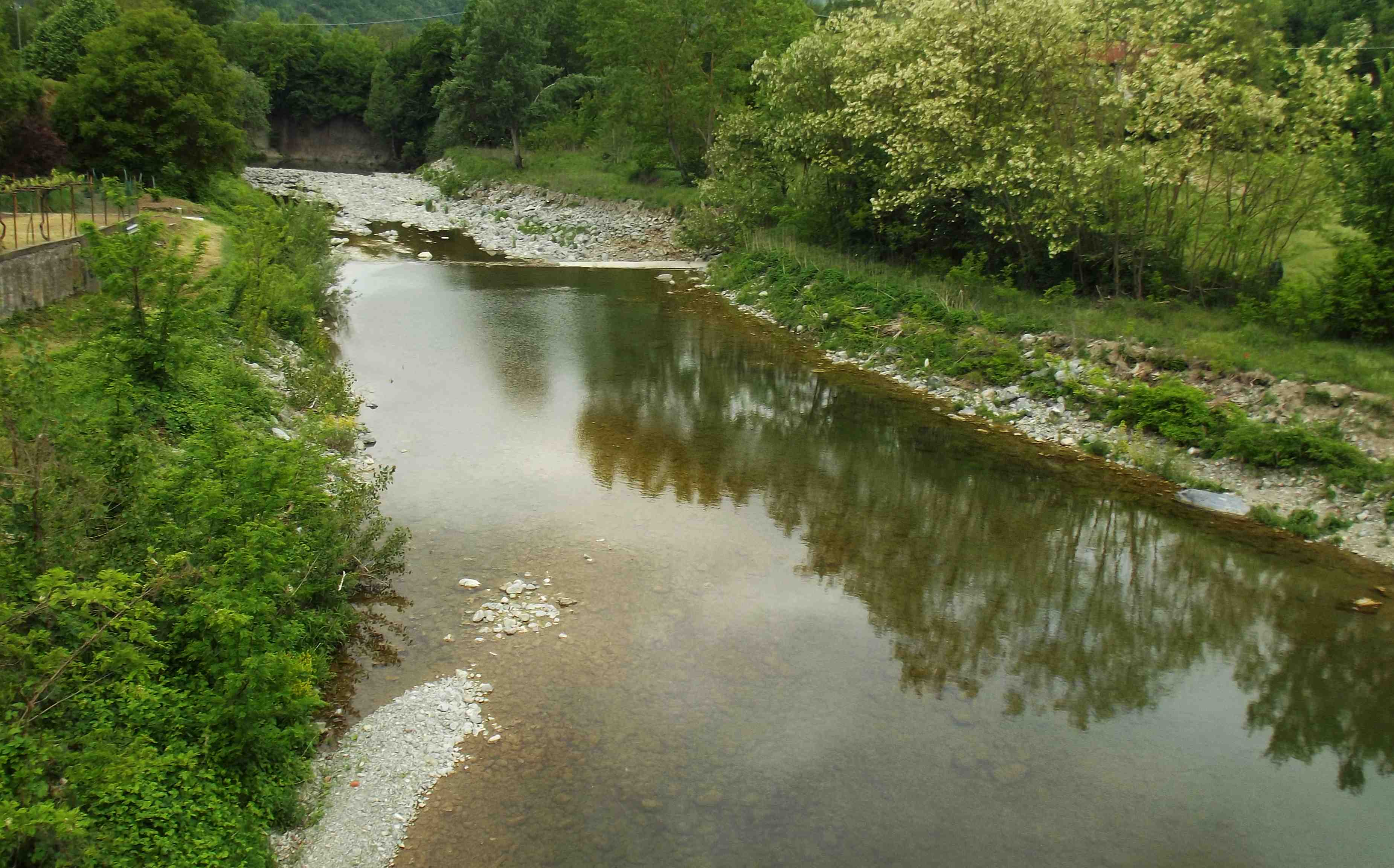
Il Valla presso la confluenza in Bormida.

Lungo il torrente Valla si snodava nel passato una delle vie di collegamento tra il basso Piemonte e la Riviera ligure. Oltre a reperti di epoca romana resta testimonianza dell'esistenza di un'abazia intitolata a San Salvatore (San Salvatore di Giusvalla) risalente all'alto medioevo, poi distrutta dai Saraceni.